# Llei de rendiments decreixents

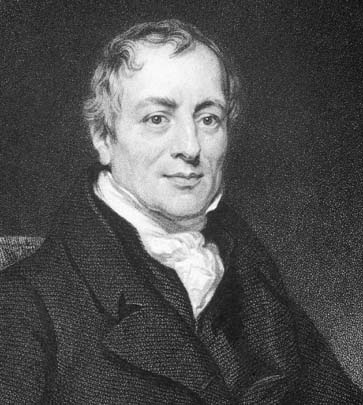
La llei de rendiments decreixents va ser estudiada per David Ricardo.

En microeconomia, la llei dels rendiments decreixents (en anglès:diminishing returns) és una de les lleis més famoses de l'economia: afirma que cada vegada s'obtindrà menys producció addicional quan s'afegeixin quantitats addicionals d'un input mentre els altres inputs romanguin constants. Dit d'una altra manera, el producte marginal de cada unitat d'input es reduirà a mesura que la quantitat d'aquest input augmenti, si tots els altres romanen constants; s'ha d'entendre per producte marginal d'un input la quantitat de producció addicional que s'obté després d'afegir una unitat addicional d'aquest mantenint-se tots els altres constants.
Aquesta llei és central en la teoria de la producció clàssica.

## Història
El concepte de rendiments decreixents es remunta als primers economistes com Johann Heinrich von Thünen, Turgot, Thomas Malthus i David Ricardo. Tanmateix els economistes clàssics com Malthus i Ricardo atribuïren el decreixement dels rendiments en els resultats (outputs) a la disminució de la qualitat de les entrades (inputs). Els economistes clàssics assumien que cada "unitat" de treball és idèntica = perfectament homogènia. Els rendiments decreixents eren deguts a la interrupció de tot el procés productiu a mesura que unitats addicionals de treball s'afegien a una quantitat fixa de capital.
Karl Marx desenvolupà una versió de la llei de rendiments decreixents en la seva teoria de la tendència de la taxa de guany en la seva obra El Capital (volum III).

## Exemple
Suposeu que un quilo de llavor s'aplica a una parcel·la de terreny d'una mida fixa i produeix 1.000 quilos de collita. Es pot esperar que un quilo addicional de llavor produiria 1.000 kg addicionals de collita (output).Tanmateix si hi ha rendiments decreixents, aquest quilo addicional de llavor produiria menys que uns 1.000 quilos addicionals de collita (ceteris paribus). Per exemple, el segon quilo de llavors podria produir la meitat (500 kg) de collita extra. Els rendiments decreixents també impliquen que un tercer quilo de llavor produirà una collita addicional que fins i tot serà menys que els 500 kg de collita, és a dir 250 kg.
Es pot expressar en forma de taula:
| Parcel·la | Nombre de treballadors | Producte Total | Producte Marginal del Treball |
| --------- | ---------------------- | -------------- | ----------------------------- |
| 1         | 1                      | 10             | ---                           |
| 1         | 2                      | 24             | 14                            |
| 1         | 3                      | 39             | 15                            |
| 1         | 4                      | 52             | 13                            |
| 1         | 5                      | 61             | 9                             |
| 1         | 6                      | 66             | 5                             |
| 1         | 7                      | 66             | 0                             |
| 1         | 8                      | 64             | -2                            |

L'aportació d'un nou treballador a la producció total de la parcel·la rep el nom de "Producte Marginal del Treball".